# 皰狀膠孔菌
皰狀膠孔菌，分布於台灣，東南亞，大洋洲與紐西蘭，屬小皮傘科，色通常為白色。另外，該種野菇也是木棲腐生的中小型菇類。